# Torreby
Torreby är en tätort i Munkedals kommun i Västra Götalands län.
År 1990 klassade SCB orten som småort med namnet Sjöris.

## Befolkningsutveckling
| Befolkningsutvecklingen i Torreby 1995–2020 | Befolkningsutvecklingen i Torreby 1995–2020 | Befolkningsutvecklingen i Torreby 1995–2020 | Befolkningsutvecklingen i Torreby 1995–2020 | Befolkningsutvecklingen i Torreby 1995–2020 |
| ------------------------------------------- | ------------------------------------------- | ------------------------------------------- | ------------------------------------------- | ------------------------------------------- |
|                                             |                                             |                                             |                                             |                                             |
| År                                          |                                             |                                             | Folkmängd                                   | Areal (ha)                                  |
| 1990                                        | 1990                                        |                                             | 150                                         | 18#                                         |
| 1995                                        | 1995                                        |                                             | 233                                         | 26                                          |
| 2000                                        | 2000                                        |                                             | 212                                         | 26                                          |
| 2005                                        | 2005                                        |                                             | 225                                         | 30                                          |
| 2010                                        | 2010                                        |                                             | 215                                         | 31                                          |
| 2015                                        | 2015                                        |                                             | 226                                         | 53                                          |
| 2020                                        | 2020                                        |                                             | 260                                         | 56                                          |
| Anm.: Ny tätort 1995 # Som småort.          |                                             |                                             |                                             |                                             |